# میلزانو
میلزانو (به ایتالیایی: Milzano) یک کومونه در ایتالیا است که در استان برشا واقع شده‌است. میلزانو ۸ کیلومتر مربع مساحت و ۱٬۸۴۰ نفر جمعیت دارد.